# Устьянка (Бурлинский район)
Устьянка — село в Бурлинском районе Алтайского края России. Административный центр Устьянского сельсовета.

## География
Расположено в северо-западной части края, на берегу озера Хомутиное.
Рельеф — равнинный. Климат — резко континентальный. Средняя температура января −16,8 °C,июля +20,8 °C. Количество атмосферных осадков 275 мм.

### Уличная сеть
- ул. Молодёжная,
- ул. Набережная,
- ул. Советская,
- ул. Совхозная.

## История
Основано в 1891 году.
В 1928 году деревня являлась центром Устьянского сельсовета Ново-Алексеевского района Славгородского округа Сибирского края. Были созданы сельскохозяйственные артели «Сталинский путь» и «Заветы Ильича». В 1949 году организована МТС. С 1950 года являлась центральным отделением укрупнённого колхоза «Сталинский путь». В 1960 году стала отделением совхоза «Устьянский».

## Население
| 1997  | 1998  | 1999  | 2000  | 2001  | 2002  | 2003  |
| ----- | ----- | ----- | ----- | ----- | ----- | ----- |
| 1358  | ↗1401 | ↗1432 | ↘1415 | ↘1405 | ↘1312 | ↗1325 |
| 2004  | 2005  | 2006  | 2007  | 2008  | 2009  | 2010  |
| ↘1250 | ↗1258 | ↘1216 | ↘1185 | ↘1161 | ↘1086 | ↘1053 |
| 2011  | 2012  | 2013  |       |       |       |       |
| ↘1048 | ↘1004 | ↘982  |       |       |       |       |

В 1928 году проживало 1119 человек (541 мужчина и 578 женщин), преобладающее население: русские.

## Инфраструктура
Личное подсобное хозяйство с зоной сельскохозяйственного использования, индивидуальная застройка усадебного типа. В 1928 году деревня состояла из 198 хозяйств.
Основа экономики — сельское хозяйство.
Устьянская средняя общеобразовательная школа. Школьный стадион. Дом культуры. Устьянская амбулатория. Отделение почтовой связи № 658815.

## Памятные места, достопримечательности
К востоку расположено озеро Кабанье и государственный природный комплексный заказник краевого значения Пеликаний.

## Транспорт
Автобусное сообщение с райцентром. Остановка общественного транспорта «Устьянка».